# ФК „Зенит“ (Ветрен дол)
Вижте пояснителната страница за други значения на Зенит.
ФК Зенит е български футболен отбор от село Ветрен дол.

## Изявени футболисти
- Димитър Спасов
- Спас Попов